# Marco Minghetti
Marco Minghetti, (Bologna, 18. studenog 1818. — Rim, 10. prosinca 1886.), bio je talijanski političar.

## Životopis
Minghetti je sudjelovao u pokretanju umjereno-liberalnog časopisa "Il felsineo" u Bologni 1846., a od 1847. radio je kao savjetnik za Papinsku Državu. Papa Pio IX. imenovao ga je ministrom javnih radova u kratkotrajnoj vladi Giacoma Antonellija, no ubrzo odlazi do kralja Sardinije i na bojnom polju u Lombardiji iste godine dobiva mjesto u njegovom štabu.
Minghetti se sljedećih godina u Bologni posvećuje pisanju nacional-ekonomskih radova o slobodnoj trgovini i postaje 1859., na prijedlog svog prijatelja Camilla di Cavoura, tajnik vlade u sardinijskom ministarstvu vanjskih poslova, a kasnije je bio predsjednik narodnog vijeća Romagne, čiji je zadatak bio uspostavljanje privremene vlade u Emilii-Romagni za njeno kasnije spajanje s Kraljevinim Sardinijom. Između studenog 1860. i kolovoza 1861., Minghetti je bio ministar unutarnjih poslova Italije. U prosincu 1862. postaje ministar financija a poslije odlaska Luiga Carla Farinija s premijereske dužnosti, postaje premijer 1863. godine. Dogovor s Napoleonom III. o Rimskom pitanju (15. rujna 1864.), i dogovor o preseljenju rezidencije u Firencu izazivaju nezadovoljstvo u narodu, posebice u Torinu, tako da daje ostavku zajedno s cijelom vladom, 23. rujna 1864. Od srpnja 1868. do svibnja 1869. bio je poslanik u Londonu, od svibnja do studenog 1869. ministar poljoprivrede u vladi Luigija Menabre, i kratkotrajno ministar u Beču.
U ljeto 1873., kada pada vlada Lanza-Sellas, formira desničarsku vladu, i Italija ulazi u savez s Njemačkom i pomiruje se s Austro-Ugarskom. Minghetti je bio i vrlo sposoban ministar financija, ali dešavanja u unutarnjoj politici kada je optuživan za popustljivost prema Vatikanu, prisiljavaju ga na ostavku i na mjesto premijera dolazi vođa lijevice Agostino Depretis. U talijanskom parlamentu Minghetti je bio zastupnik grada Bologne. 
Među Minghettijevim djelima značajna su Della economia pubblica e delle sue attenenze colla morale e col diritto (1859.), La chiesa e lo stato (1878.), (u kojem brani Cavourov crkvenopolitički program ("Slobodna crkva u slobodnoj državi")), Rafaelov životopis (1885.) i postumno objavljeno djelo I miei ricordi (tri dijela, 1888. – 90.) kao i  Discorsi parlamentari (osam tomova, 1888. – 90.) i Scritti vari (1896). Od 1875. bio je član švedske Akademije znanosti. U čast Minghettiju podignuti su kipovi u Rimu (1895.) i Bologni (1896).